# Casalpusterlengo
Casalpusterlengo és un comune (municipi) de la província de Lodi a la regió italiana de Llombardia, situat a uns 50 km al sud-est de Milà i a uns 20 km al sud-est de Lodi.
Va rebre el títol honorífic de ciutat amb un decret presidencial el 30 d'octubre de 1975. La ciutat té una església barroca de Santi Bartolomeo e Martino, construïda al segle XIV però reformada entre 1602 i 1610. La vila també té un palau comunal i una torre del castell medieval.
Casalpusterlengo limita amb els municipis següents: Turano Lodigiano, Secugnago, Brembio, Terranova dei Passerini, Codogno, Ospedaletto Lodigiano i Somaglia.

## Persones notables
- Carlo Arcari, futbolista

- Angelo Arcari (1907-1985), futbolista

- Pietro Arcari (1909-1988), futbolista

- Bruno Arcari (1915-2004), futbolista

- Nino Staffieri (1931-2018), bisbe catòlic romà